# Стокгольм-Бромма
Стокгольм-Бромма (швед. Stockholm-Bromma flygplats (IATA: BMA, ICAO: ESSB)) — міжнародний аеропорт у Стокгольмі, Швеція. Розташований за 7,4 км, WNW від центру Стокгольма і є найближчим до центру міста порівняно з іншими комерційними пасажирськими аеропортами в районі Стокгольма. Бромма є третім за пасажирообігом та авіатрафіком аеропортом Швеції на 2015 рік.

## Історія
В 1930-і з'явилася термінова необхідність будівництва великого аеропорту в Стокгольмі, столиці Швеції. Аеропорт був відкритий в 1936 королем Густавом V, він став першим аеропортом Європи, спочатку побудованим з дорожнім покриттям. Під час Другої світової війни шведські та британські літаки здійснювали рейси до Великої Британії з аеропорту Бромма. Позаяк ці рейси перевозили норвезьких та данських біженців, аеропорт викликав інтерес у німецьких шпигунів і два літаки, які злетіли з аеропорту Бромма під час війни, були збиті німцями. Після війни аеропорт став розвиватися швидкими темпами, в аеропорту функціонували дві регулярні авіакомпанії: Aktiebolaget Aerotransport (ABA), яка згодом стала шведським партнером в Scandinavian Airlines System (SAS), та Linjeflyg  (головна шведська регіональна авіакомпанія, яка згодом була придбана SAS). Однак злітно-посадкова смуга Бромма стала занадто короткою для нових літаків, використовуваних для трансконтинентальних рейсів в 1950-і (наприклад DC-8), крім того була зрозуміла межа пропускної здатності Бромма, тому був побудований аеропорт Стокгольм-Арланда.
З відкриттям аеропорту Стокгольм-Арланда в 1960—1962 всі міжнародні рейси були переорієнтовані туди, внутрішні рейси були переведені в 1983. Бромма став центром ділової авіації, авіації загального призначення і льотної підготовки, також аеропорт використовувався для урядових потреб. Кілька старих ангарів було відокремлено від області аеропорту і перероблено в торговий центр, суміжний з аеропортом. З початком роботи Malmö Aviation, що відкрила рейси до Гетеборг-Ландветтер, Мальме та Лондон, аеропорт Бромма став відроджуватися. В 2002 почав функціонувати новий контрольно-диспетчерський пункт, а термінал, був повністю відремонтований. Аеропорт був модернізований в 2005 і на кінець 2010-х може приймати пасажирів, які прибувають до/з шенгенської зони.

## Розвиток
Розширенню аеропорту перешкоджає проблема шумового забруднення, нестача місця та проблема збереження культурної спадщини (будівлі аеропорту). Із завершенням будівництва третьої злітно-посадкової смуги в аеропорту Стокгольм-Арланда в ньому утворився великий резерв пропускної здатності, крім того існує широка підтримка пропозиції використання землі аеропорту для житлової та комерційної забудови.
Головною перевагою Бромма перед набагато більшим Стокгольм-Арланда є його близькість до центру Стокгольма (приблизно 8 км). Однак після завершення будівництва залізниці до Арланда в 1999 ця конкурентна перевага Бромма була втрачена. Автомобільна дорога з Бромма в центр Стокгольма часто перевантажена, що робить час їзди по ній нестабільним.
Проте аеропорт Бромма, як і раніше, має популярність серед авіакомпаній і пасажирів.

### Екологічні проблеми
Коли аеропорт відкрився в 1936, навколишня місцевість була головним чином сільською, проте місто розросталося, і шум літаків став серйозною проблемою. Тому було накладено ряд обмежень, в тому числі за часом роботи аеропорту, обмеження за типами комерційних літаків і звукоізоляція житлових будинків біля аеропорту. Також було запропоновано відмовитися від обслуговування авіації загального призначення та навчання польотам, щоб зменшити екологічне навантаження.

## Авіалінії та напрямки, березень 2022
| Авіакомпанія                    | Пункт призначення |
| ------------------------------- | --- |
| BRA Braathens Regional Airlines | Орхус, Енгельгольм, Гетеборг, Гальмстад, Гельсінкі, Кальмар, Мальме, Роннебю, Естерсунд, Сундсвалль, Селен-Трюсиль, Шеллефтео, Умео, Вісбі, Векше |
| Brussels Airlines               | Брюссель |
| Finnair                         | Гельсінкі |
| Nyxair                          | Крістіанстад, Тролльгеттан |

## Пасажирообіг
Див. джерело запитів Вікіданих та джерела.

## Транспорт

### Оренда автомобілів
В аеропорту працюють такі компанії, що надають автомобілі в оренду:
- Avis
- Europcar
- Hertz

### Автобус
- Автобусні маршрути 110 і 152 сполучають аеропорт з центром міста. Час в дорозі 30 хвилин.
- Від аеропорту Стокгольм-Бромма відходять автобуси до міського терміналу (близько 20 хвилин), звідки швидкий поїзд (Arlanda Express) вирушає до аеропорту Стокгольм-Арланда. Існує також автобусне сполучення зі Стокгольм-Скавста.

### Таксі
- В аеропорту є стоянка таксі.

### Паркінг
- У аеропорту розташовані короткочасна та довготривала автостоянки.

## Інфраструктура
Години роботи аеропорту:
- Понеділок — п'ятниця 7:00 — 22:00, субота 09:00 — 17:00, неділя 10:00 — 20:00.

Години роботи терміналу:
- Понеділок — п'ятниця 5:30 — 22:00, субота 08:00 — 17:00, неділя 09:00 — 20:00.

Сервіси:
- Крамниці:
  - Pressbyrån (газети тощо)
  - Flying Veterans Flight Shop (магазин авіалюбителів).
- Air Freight (Jetpak)
- GA Handling (Grafair Jet Center)
- Lost and Found (Luftfartsverket)
- Готелі (розташовані за межами аеропорту):
  - Flyghotellet
  - Mornington Hotel
  - Scandic Hotel
  - Ulfsunda slott
- Ресторани:
  - Forno Romano (італійський)